# راسيل إل. آدامز
راسيل إل. آدامز (بالإنجليزية: Russell L. Adams)‏ هو أكاديمي أمريكي، ولد في 13 أغسطس 1930.